# Pedro de la Rosa
Pedro Martínez de la Rosa (Barcelona, España, 24 de febrero de 1971), más conocido como Pedro de la Rosa, es un expiloto de automovilismo y comentarista español. Ha competido con las escuderías Arrows, Jaguar, McLaren, Sauber y HRT en Fórmula 1. Tiene la vuelta rápida histórica del circuito de Baréin, marcada en 2005. Fue campeón de la Fórmula Nippon y del JGTC en 1997, y tercero en el Gran Premio de Macao en 1995 entre otros resultados. Actualmente es embajador de la escudería Aston Martin en Fórmula 1.
Ha sido piloto probador de Jordan, McLaren y Ferrari. Realizó su debut en 1999 y participó en 107 Grandes Premios, en los que consiguió un total de 35 puntos, un podio, y una vuelta rápida. El 21 de mayo de 2015 anunció su retirada como piloto. El 12 de abril de 2018 se anunció su llegada como asesor a la Fórmula E con el equipo Techeetah para la temporada, sin dejar de lado su puesto de comentarista en Movistar Fórmula 1.
Es junto a Alfonso de Portago, Fernando Alonso y Carlos Sainz Jr., uno de los cuatro españoles que han alcanzado el podio en Fórmula 1. Durante las últimas temporadas compaginó su tarea de probador y piloto titular con la de comentarista en las retransmisiones televisivas, primero en Telecinco, posteriormente en La Sexta y Antena 3, y las últimas temporadas en Movistar Fórmula 1 como comentarista de DAZN en España, aportando la perspectiva del piloto a las narraciones de Antonio Lobato junto a Toni Cuquerella, también colabora en el programa Vamos sobre ruedas del canal #Vamos.
Es el tío del también piloto de automovilismo Bruno del Pino (n. 2006), piloto del Campeonato de Fórmula 3 de la FIA en 2025.

## Trayectoria

### Inicios
En 1990 inicia su carrera profesional en la Fórmula Ford española, donde se proclamaría campeón en su primera temporada. Ese mismo año Pedro de la Rosa también participó en algunas carreras de la Fórmula Ford británica, obteniendo dos podios en seis carreras.
De la Rosa alcanzó en 1991 el cuarto lugar en el campeonato español de la Fórmula Renault, subiéndose en tres ocasiones a podio. El siguiente año siguió con su progresión y alcanzó el título en los campeonatos español y británico de la Fórmula Renault.
Pedro de la Rosa compitió los dos siguientes años en la Fórmula 3 Británica dentro del programa Racing for Spain de la Real Federación Española de Automovilismo. En 1993 consiguió acabar en el podio en tres carreras, siendo el 6.º clasificado absoluto. En 1994, sin la posibilidad de dar el salto a un equipo de mayor categoría, naufragó en el campeonato sin conseguir ningún punto en la clasificación.

### Periplo en Japón
En 1995, Pedro de la Rosa desembarcó en la Fórmula 3 Japonesa, obteniendo el título al ganar ocho de las nueve carreras. Al año siguiente da un paso más y sube a la categoría automovilística más importante de Japón, la Fórmula Nippon, donde competían jóvenes promesas europeas. En su primer año acabó octavo puntuando en siete carreras de las diez del calendario. En 1997 se proclamó campeón al no bajarse del podio en toda la temporada y lograr seis victorias. Ahí fue donde se ganó el apodo de 'Nippon Ichi', número 1 en japonés.
En estos años también compitió en el Campeonato Japonés de Gran Turismos como piloto oficial de Toyota, obteniendo el título en 1997 junto a Michael Krumm. Desde su periplo japonés, recibe el apodo de Nippon Ichi, que significa «el número 1 de Japón». En McLaren, era apodado La bala de Barcelona.

### Fórmula 1

#### Probador de Jordan
En 1998 entra en la Fórmula 1 como probador del equipo Benson & Hedges Jordan Grand Prix, donde realiza más de 4500 km y trabaja dentro del programa de desarrollo de los motores Honda.

#### Equipo Arrows

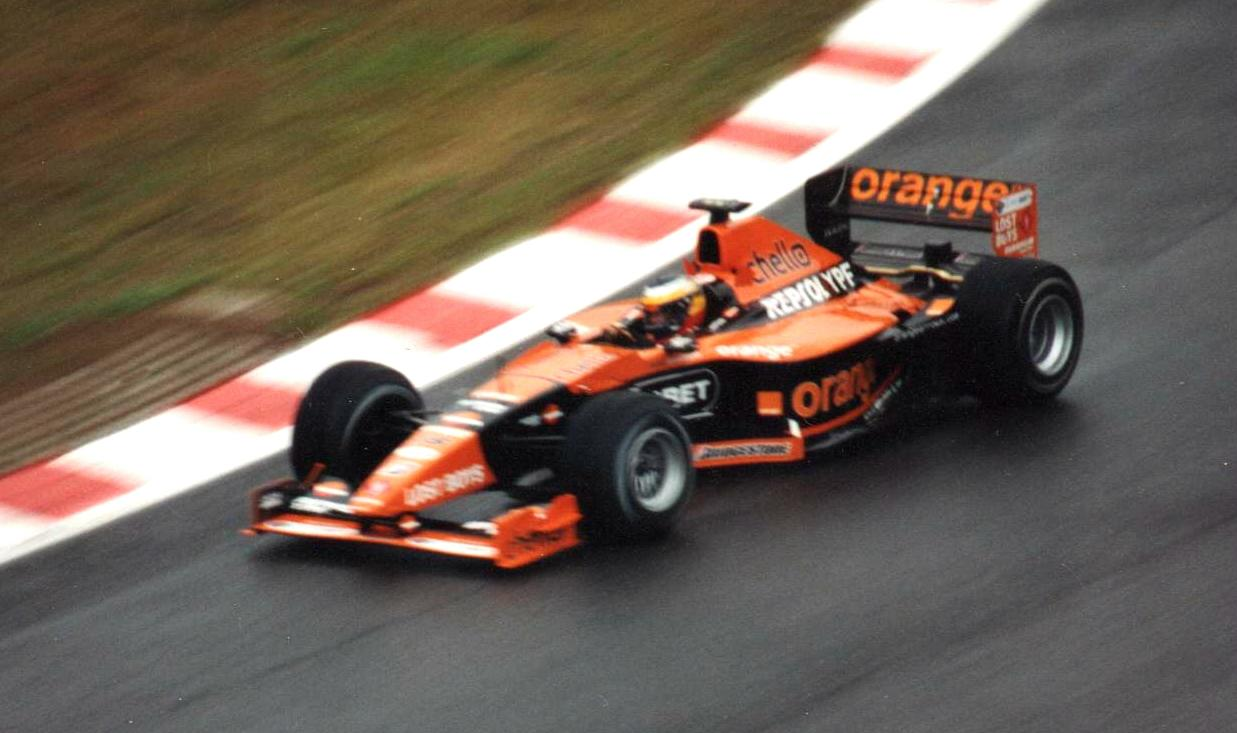
De la Rosa con Arrows en el GP de Bélgica 2000

En 1999 logra debutar en la Fórmula 1 con la escudería Arrows, gracias al patrocinio de Repsol; su compañero de escudería fue el japonés Tora Takagi. La temporada empezó con un 6.º puesto en el Gran Premio de Australia, obteniendo 1 punto en su debut, un excelente resultado considerando las limitaciones mecánicas de su monoplaza. El resto de la temporada fue completada con discretas actuaciones, acordes a las capacidades económicas y técnicas de Arrows. Finalizó la temporada en el puesto 18.º, superando a su compañero de equipo Tora Takagi, finalizando este en el puesto 20.º.
En el 2000 sigue con la escudería Orange Arrows, junto al neerlandés Jos Verstappen. Logra dos sextos puestos en el Gran Premio de Europa y en Gran Premio de Alemania. En el Gran Premio de España, en Montmeló, no pudo salir desde la 9.ª plaza tras un error en la composición del carburante. En el Gran Premio de Austria tuvo que abandonar tras un fallo en la caja de cambios cuando llevaba varias vueltas en plaza de podio. Finalizó la temporada el puesto 16.º, superado por su compañero de equipo Jos Verstappen, finalizando este en el puesto 12.º.

#### Equipo Jaguar

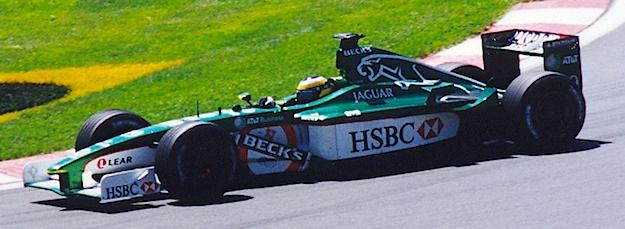
De la Rosa conduciendo el Jaguar en el Gran Premio de Canadá de 2001.

Sin embargo, el año 2001 fue muy difícil para Pedro; Arrows le comunica su decisión de prescindir de sus servicios tras la ruptura de la escudería con Repsol, y en un momento donde todos los asientos ya estaban ocupados. Finalmente consigue fichar como piloto de pruebas de Prost Grand Prix, con la premisa de pasar como piloto oficial sustituyendo al argentino Gastón Mazzacane. Finalmente Niki Lauda se entromete y ficha a Pedro para Jaguar, pasando a ser piloto titular en un intercambio con el brasileño Luciano Burti; su nuevo compañero de equipo pasó a ser Eddie Irvine. Ese mismo año logró un quinto puesto en el Gran Premio de Italia, y un sexto en Canadá. Pedro pasaba a no depender de patrocinadores llegando a un equipo oficial.
En 2002, Pedro sigue como piloto de Jaguar Racing; aunque en esta temporada no logra puntuar, finalizando en el puesto 21.º, superado por su compañero de equipo Irvine, finalizando este en el puesto 9.º. A final de temporada, Jaguar Racing prescinde de sus servicios.

#### Probador en McLaren
En 2003, De la Rosa es contratado como piloto de pruebas de McLaren-Mercedes, compartiendo esta tarea con el austríaco Alexander Wurz primero, y Gary Paffett más tarde. En 2005 tuvo más relevancia al instaurarse la sesión de entrenamientos del viernes con la posibilidad de aportar un tercer piloto, Pedro ha sido el principal líder en estas pruebas. Sin embargo, su mejor momento fue durante el GP de Baréin, en el que sustituía al colombiano Juan Pablo Montoya (que estaba lesionado). Pedro no había corrido nunca en Baréin, y logró una quinta posición, sumando 4 puntos para la escudería de Woking. Fue una carrera muy disputada en la que realizó un gran número de adelantamientos en pista. En una de las últimas cinco vueltas en las que no tuvo otro coche delante, logró la vuelta rápida del Gran Premio, única de su carrera deportiva y que se mantiene como récord de pista a día de hoy.

#### Piloto oficial en McLaren

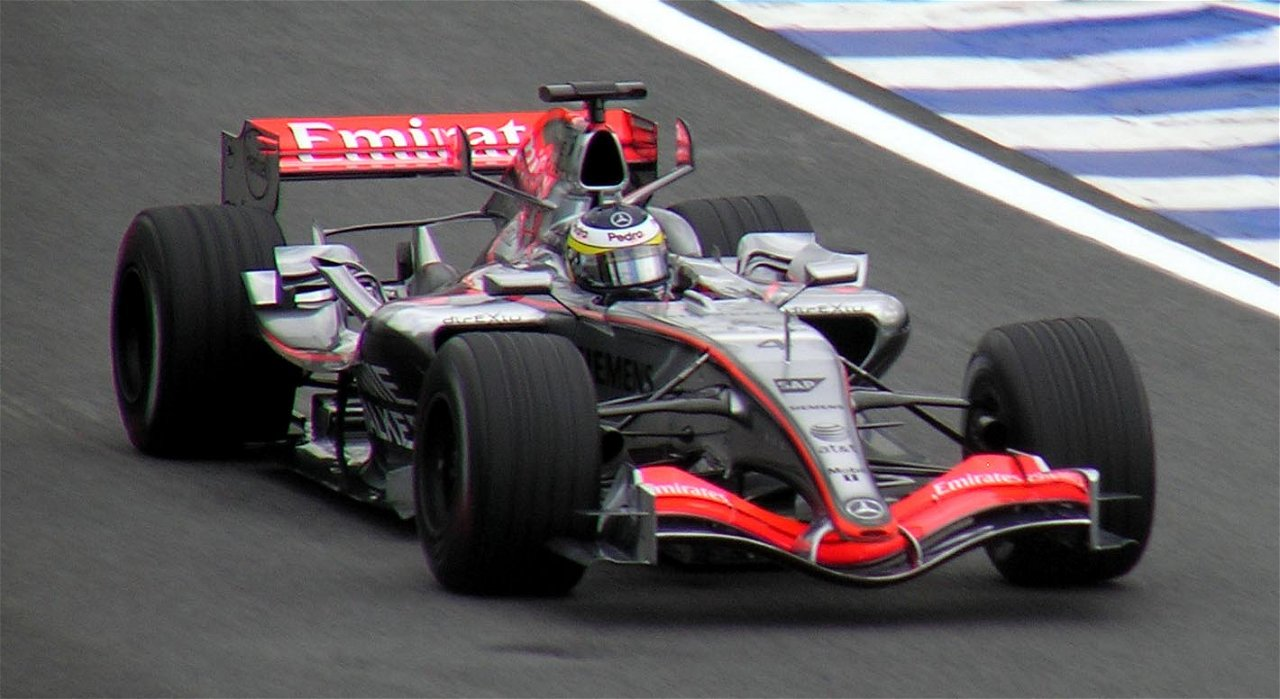
De la Rosa en GP de Brasil de 2006

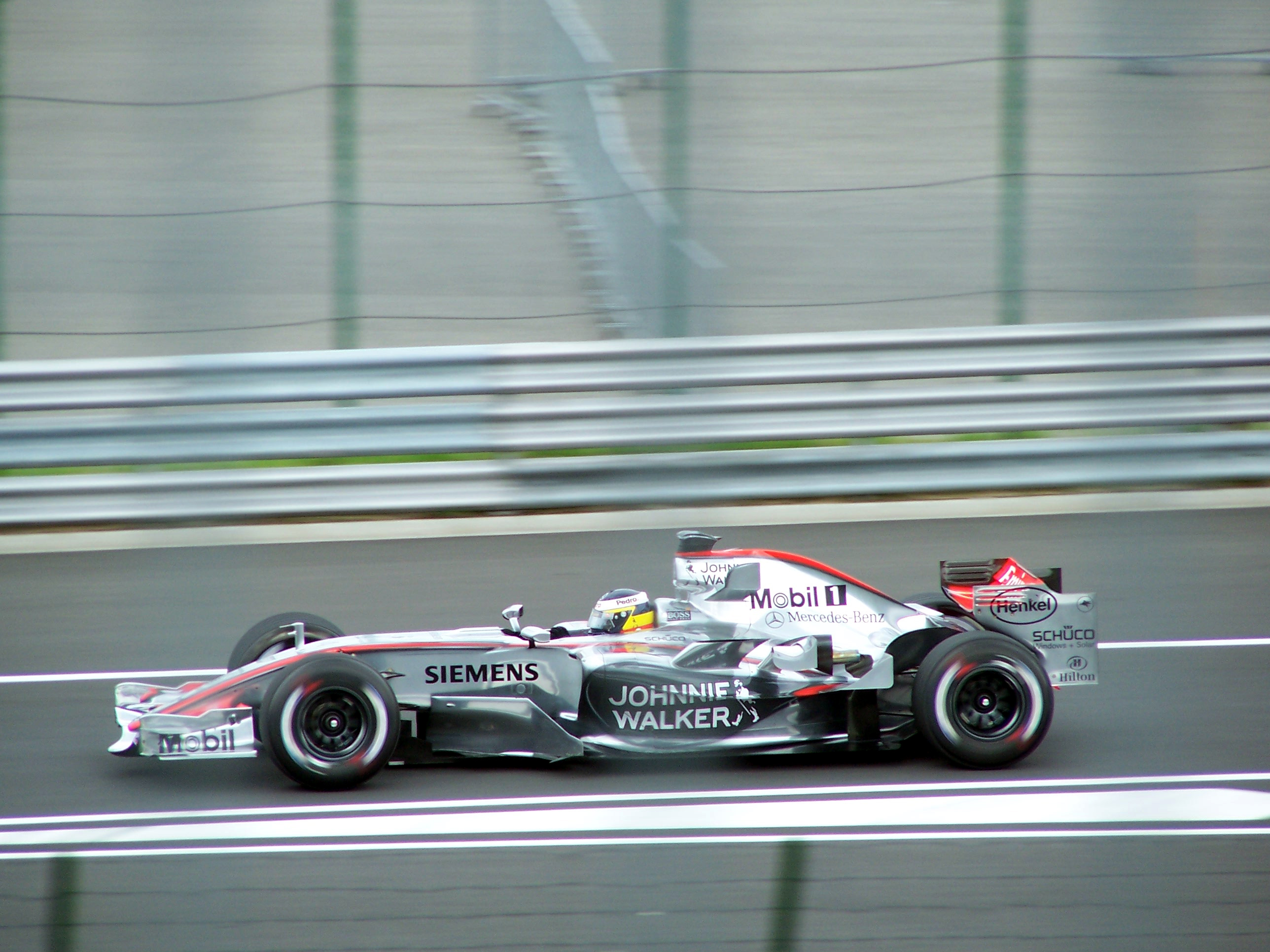
De la Rosa en GP de Hungría 2006

Debido a la retirada de Juan Pablo Montoya de la Fórmula 1 (quien volvió a Estados Unidos, para participar con Chip Ganassi Racing en la Copa NASCAR y la NASCAR Nationwide Series a partir de finales de 2006), McLaren confirmó a De la Rosa como piloto titular hasta el final de la temporada 2006.
Tras su debut en dicha temporada, en el Gran Premio de Francia con un séptimo puesto, Pedro logró en el Gran Premio de Hungría el primer podio de su carrera deportiva al quedar segundo tras una gran carrera. En Turquía y China logró acabar quinto. Terminó el campeonato puntuando en Interlagos; con un 11.º puesto final y 19 puntos.

#### De nuevo probador

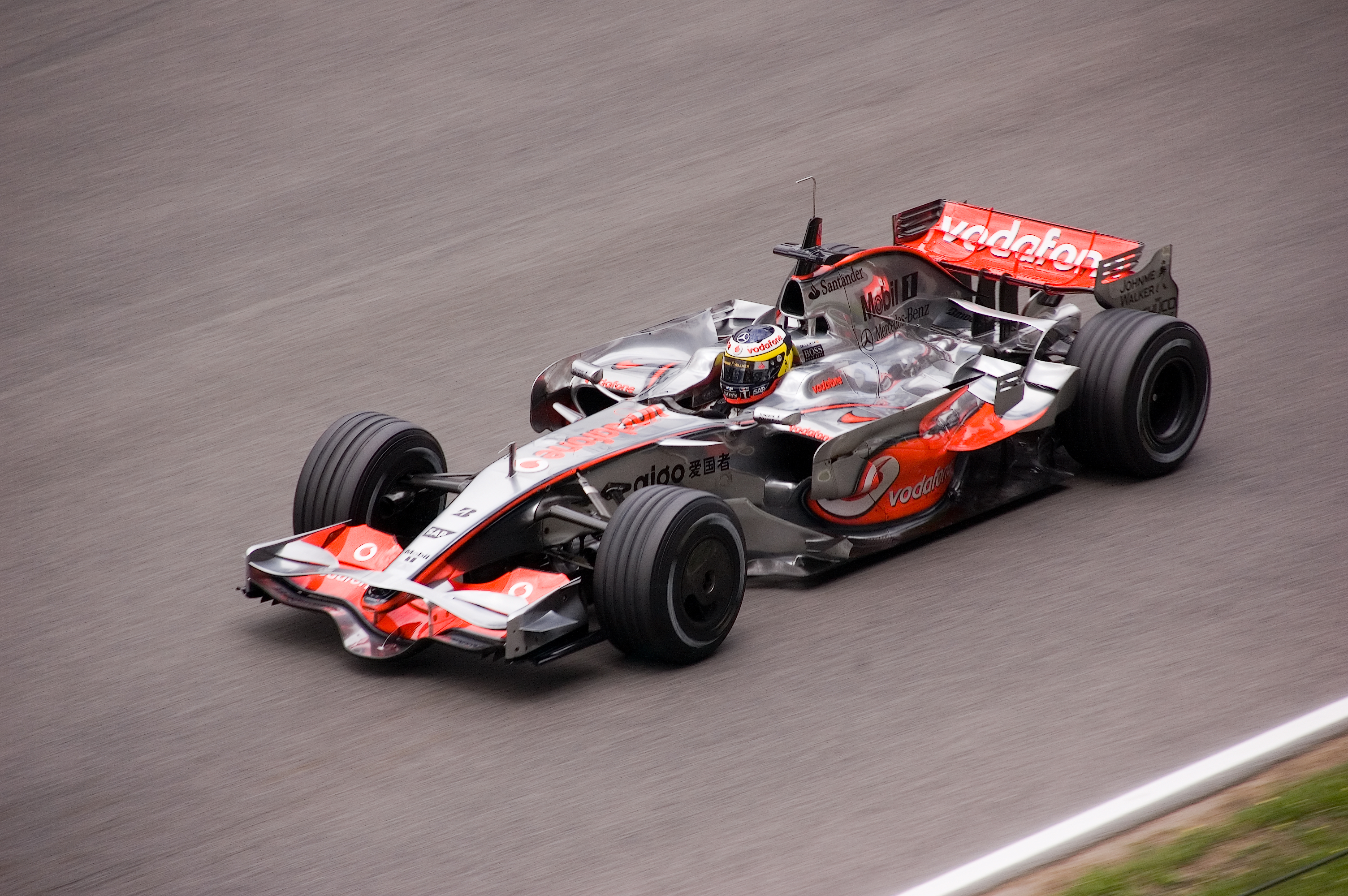
De la Rosa en un test en el Circuito de Montmeló en 2008

Pedro de la Rosa fue piloto probador de McLaren en 2007, tratando de ayudar al entonces campeón del mundo, Fernando Alonso, a conseguir su tercer campeonato consecutivo, algo que finalmente no logró, siendo la escudería Ferrari y Kimi Räikkönen los campeones de esa temporada. De la Rosa optó a ser el piloto compañero de Alonso, pero McLaren eligió a Lewis Hamilton, que ganó la GP2 Series en 2006.
Tras la marcha de Alonso tuvo opciones de ser piloto titular del equipo para 2008, pero finalmente McLaren decidió nombrar al finlandés Heikki Kovalainen compañero de Lewis Hamilton. Pedro siguió siendo piloto probador, erigiéndose, según varios periodistas españoles y el compañero de profesión Marc Gené, como una figura clave en los éxitos de McLaren.
Como consecuencia del acuerdo de colaboración que firmaron McLaren y Force India, Pedro tuvo opciones de competir en 2009 pilotando un monoplaza de la escudería india, pero su regreso a los circuitos no pudo hacerse realidad.
En 2009, se cumplieron diez años del debut de De la Rosa en la F1. McLaren le regaló el volante del MP4-21 con el que Pedro consiguió ser segundo en Hungría 2006.

#### Titular en Sauber

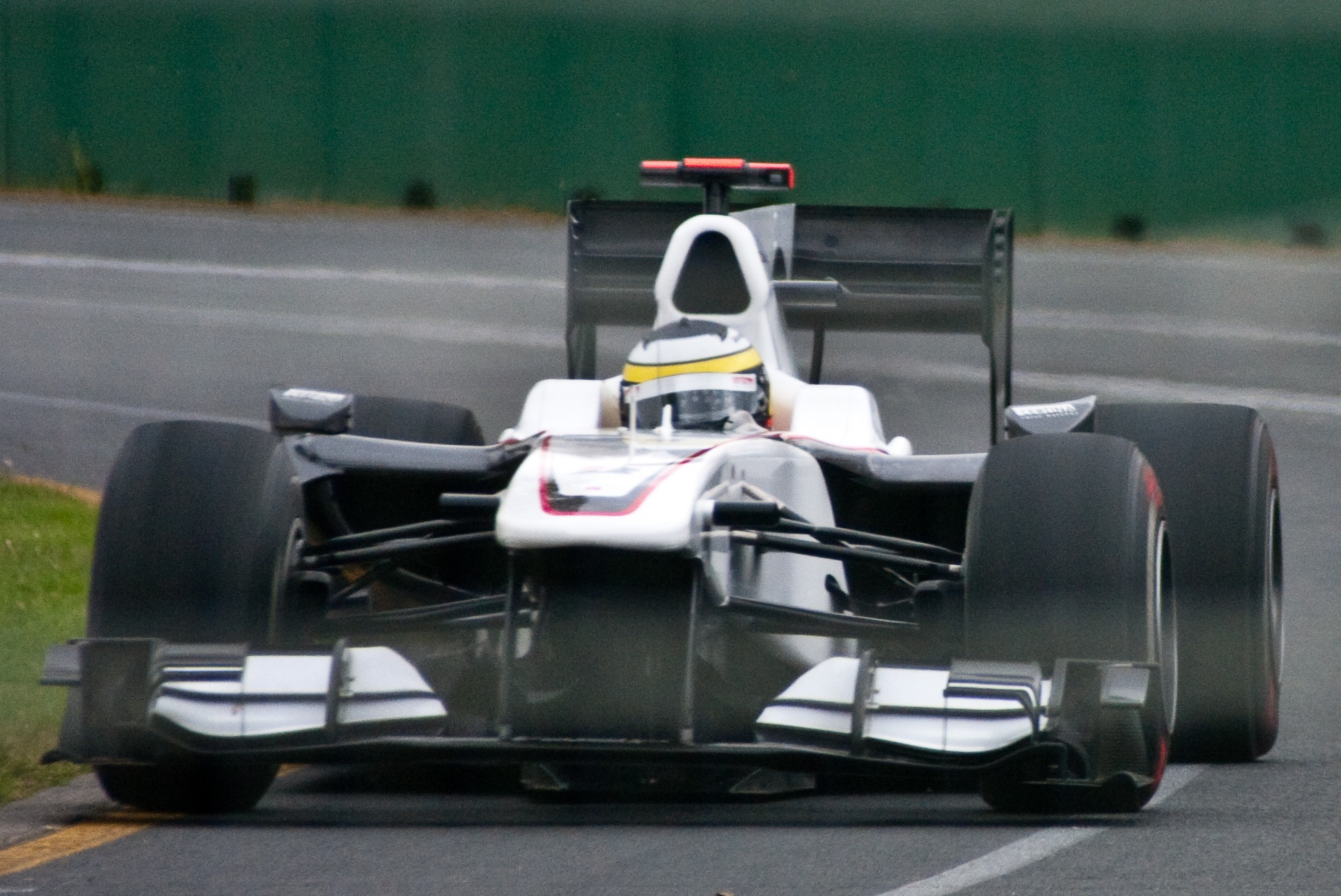
De la Rosa en el Circuito de Melbourne en 2010

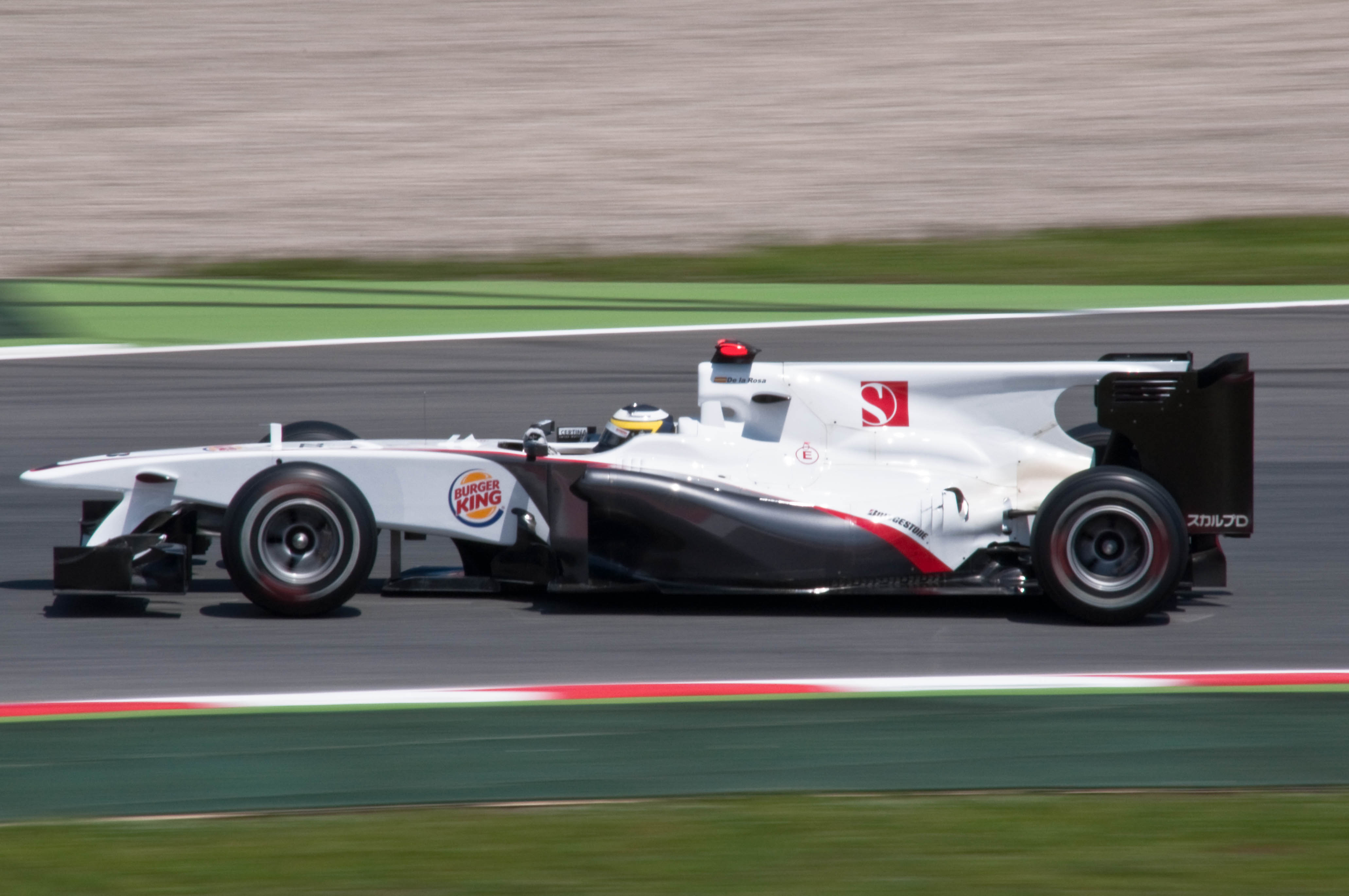
Pedro de la Rosa con su Sauber C29 durante el Gran Premio de España de 2010.

Pedro Martínez de la Rosa sonó con fuerza al inicio de la pretemporada 2010 como candidato a ocupar un asiento titular en numerosos equipos, como Force India, el renacido Sauber o los nuevos Campos y US F1. La escudería Force India, sin embargo, anunció en noviembre de 2009 que seguiría contando con Adrian Sutil y Vitantonio Liuzzi. Campos Meta también sonaba como posible equipo del piloto español pero la confirmación de Bruno Senna, sobrino del mítico Ayrton Senna, y los pocos patrocinadores que aportaba De la Rosa fueron escollos determinantes.
No obstante, el día 19 de enero de 2010, Sauber anuncia el fichaje de De la Rosa para ocupar un asiento oficial, teniendo como compañero al japonés Kamui Kobayashi durante la Temporada 2010 de Fórmula 1. Sin embargo, durante el inicio del año, el monoplaza de la escudería suiza demuestra falta de fiabilidad y velocidad, con lo cual ni Pedro ni Kobayashi puntuaron en ninguna de las primeras carreras, teniendo que abandonar en la mayoría. En el GP de Turquía, su compañero consigue el primer punto de la temporada para su equipo, mientras que Pedro fue 11.º; entonces se pone en duda su continuidad en el equipo y se baraja la posibilidad de sustituirle por Luca Filippi para el GP de Europa. En dicho Gran Premio, disputado en el Circuito urbano de Valencia, Pedro consigue la 10.ª posición logrando así su primer punto para Sauber, pero una sanción aplicada después de la finalización de la prueba le deja sin dicha unidad. Finalmente, tras tenerlo al alcance de la mano en Silverstone, De la Rosa ve recompensado su trabajo con un gran 7.º puesto en Hungría. Tras una serie de resultados negativos el equipo prescinde de él para el resto de la temporada, siendo sustituido por el alemán Nick Heidfeld. Las razones del cese han sido objeto de debate, apuntando algunos medios a razones de índole estrictamente económica tales como la falta de aporte de patrocinios por parte de De la Rosa y la existencia de una cláusula en el acuerdo para la rescisión del expiloto de BMW Sauber, Nick Heidfeld, por la cual el equipo habría de recontratarlo o compensarlo económicamente bajo determinadas circunstancias.

#### Probador en Pirelli
El 23 de septiembre de 2010 se confirmaba el fichaje de De la Rosa como probador de Pirelli por boca de su director ejecutivo, Francesco Gori: "Hasta ahora, nuestro trabajo lo ha hecho Nick Heidfeld, pero como ha vuelto a correr, será sustituido por Pedro de la Rosa y Romain Grosjean. Probarán hasta el Gran Premio de Abu Dhabi, a partir de entonces, los equipos tendrán los nuevos neumáticos". Esta marca fue el proveedor oficial de neumáticos de F1 desde 2011 a 2013.

#### Vuelta a McLaren, continuidad en Pirelli y sustitución en Sauber
Tras una pretemporada plagada de rumores sobre el supuesto interés, nunca concretado, de la escudería Hispania Racing y frustrada la posibilidad de fichaje por Lotus Renault, todo apuntaba a que De la Rosa habría de dirigir sus esfuerzos a la obtención de un puesto como tercer piloto o a mantener su cargo como probador para Pirelli Tyre, cobrando fuerza la posibilidad de retorno a McLaren con el cometido de probador y piloto reserva y siendo esta además la preferencia públicamente declarada por De la Rosa. Finalmente, el 9 de marzo, la escudería británica y el piloto comunicaban el acuerdo para el retorno de De la Rosa como piloto reserva y de pruebas al equipo al que se había mantenido vinculado en diversas funciones desde el año 2003 al 2009 de manera ininterrumpida.
Entretanto, desde Pirelli se manifestaba interés en mantener a Pedro de la Rosa como probador, función que había venido desarrollando hasta su fichaje por McLaren. La empresa de neumáticos consideraba la conveniencia de contar con un piloto experimentado para ejecutar las pruebas de rodaje y colaborar en el programa de desarrollo de los neumáticos para la temporada 2012. La pretensión de Pirelli podía entrar en conflicto con las escuderías participantes en el campeonato mundial en caso de entender estas que la colaboración de Pedro de la Rosa pudiera suponer una ventaja adicional para McLaren, al compaginar el piloto el cargo de probador de Pirelli y de la escudería de Woking, pudiendo transferir a esta información privilegiada sobre el comportamiento de los neumáticos. Tras no encontrar Pirelli objeciones a su intención, McLaren autorizaba la participación de Pedro de la Rosa en las pruebas que la empresa italiana programaba en Turquía los días 2 y 3 de abril de 2011.
En el GP de Canadá, Pedro volvió inesperadamente a competir con Sauber sustituyendo a Sergio Pérez que, tras finalizar la primera sesión de entrenamientos libres del viernes, se resintió de su accidente en el Gran Premio de Mónaco disputado dos semanas antes. Pedro disputa la segunda sesión de entrenamientos libres del viernes y el resto del fin de semana, logrando el puesto 17 en la parrilla de salida y finalizando la carrera en 12.ª posición. Llegó a rodar en la zona de puntos, pero un toque con Jenson Button le hizo cambiar el alerón delantero, dejándole prácticamente sin opciones.

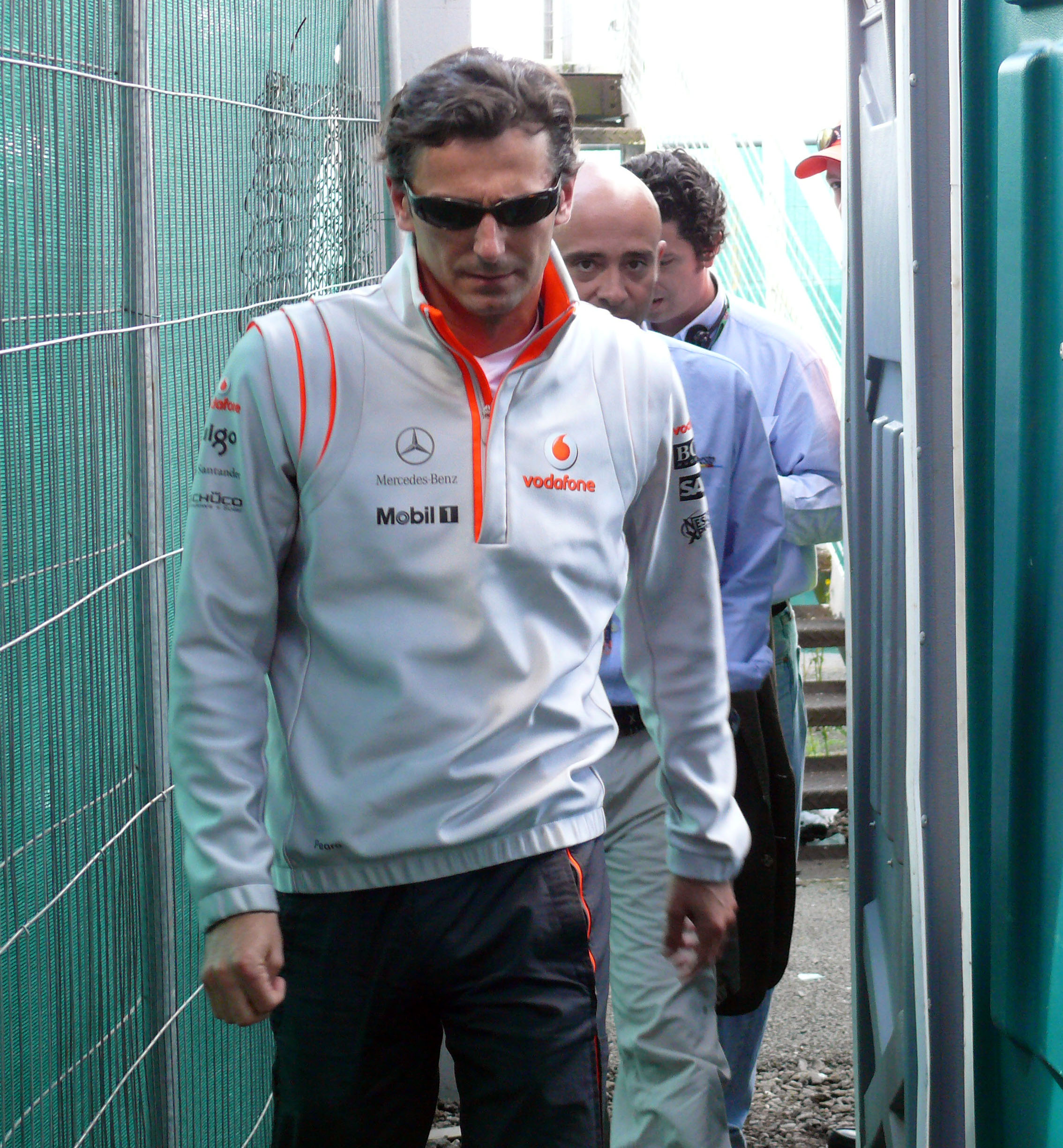
De la Rosa, por delante del periodista español Antonio Lobato

Tras su efímero retorno a Sauber, el piloto retomaba su labor habitual como probador en McLaren y comentarista de grandes premios en las retransmisiones del canal de televisión español La Sexta, que alternaba con participaciones en eventos promocionales relacionados con sus patrocinadores personales y los de su escudería. Durante el mes de noviembre todo hacía indicar que Pedro de la Rosa buscaba un puesto como piloto titular para la temporada 2012; en este período Pedro manifestaba su descontento por el escaso protagonismo que la actual distribución y reglamentación de entrenamientos en la Fórmula 1 dejaba a los pilotos reserva, reclamando una reconsideración de las jornadas de test para pilotos novatos permitiendo al menos la participación en ellas de todos los pilotos reserva sin limitaciones de edad o experiencia. De la Rosa confirmaba también negociaciones con equipos modestos pues consideraba inalcanzable la posibilidad de pilotar para un equipo puntero, o de alcanzar el estatus de titular en su propio equipo.

#### Piloto oficial de HRT

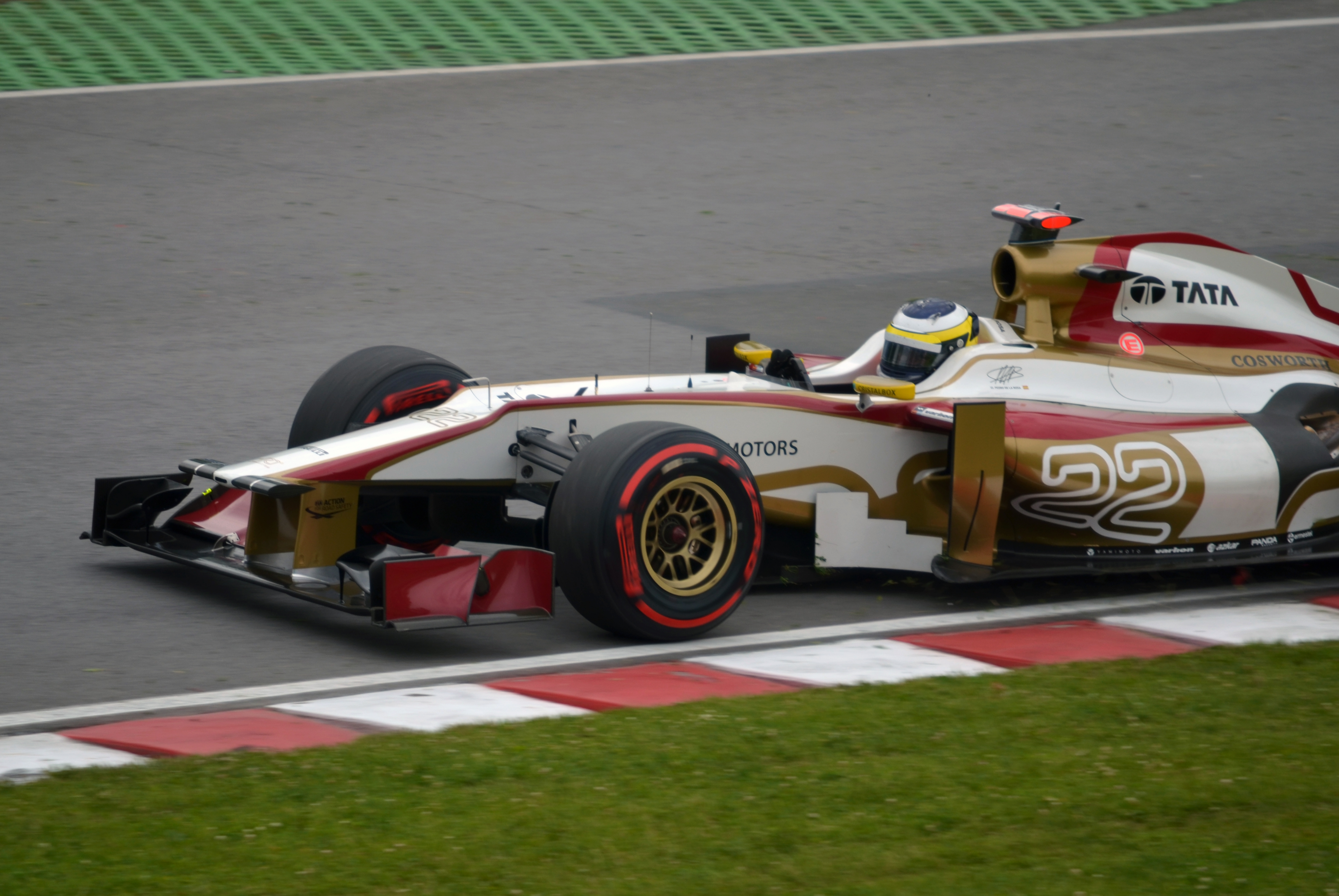
De la Rosa en 2012 durante los entrenamientos del GP de Canadá

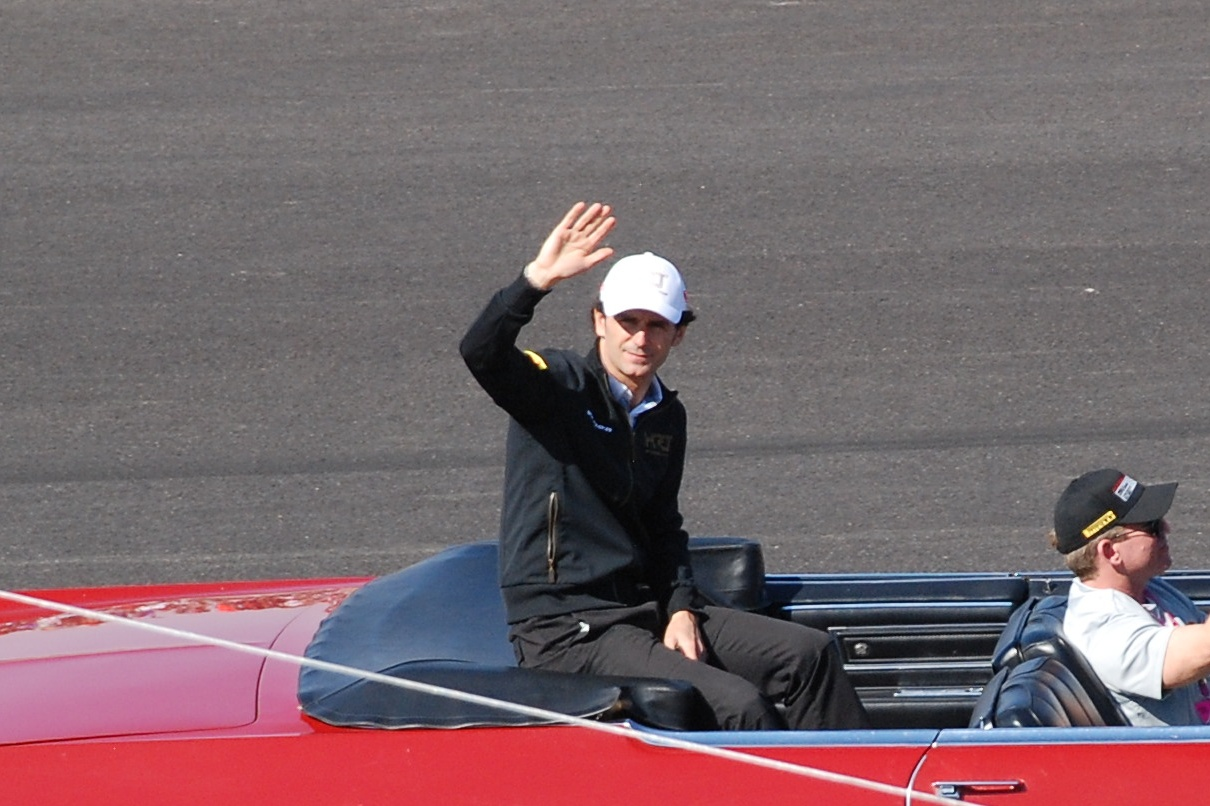
De la Rosa en 2012 durante el GP de Austin

Finalmente, el 21 de noviembre de 2011 anuncia su fichaje por HRT para las dos próximas temporadas. De esta forma, terminan los rumores que le apuntaban a esta escudería desde sus inicios y se convierte en el primer español en pilotar un coche de una escudería española.
Los problemas internos de la escudería española le impedían terminar la construcción de sus monoplazas a tiempo para realizar los test oficiales de pretemporada, limitada para los pilotos de HRT a unos meros entrenamientos con el monoplaza de la temporada anterior. Así las cosas ni Pedro de la Rosa ni su compañero eran capaces de clasificarse para el Gran Premio de Australia, que abría la temporada 2012, al no conseguir marcar un crono por debajo del 107% del mejor tiempo establecido en la Q1. Durante todo el fin de semana el monoplaza de HRT había mostrado evidentes problemas de competitividad derivados de su falta de rodaje. Pedro de la Rosa fallaba así el primer intento de clasificación para un gran premio en toda su carrera, pese a superar con claridad a su compañero de escudería, cuyo monoplaza acusaba idénticos problemas de falta de competitividad.
La reacción de la escudería al pésimo arranque de temporada propiciaba que la situación no se repitiese. De la Rosa supera sistemáticamente tanto en clasificación como en carrera a su compañero, aunque sin poder abandonar las últimas posiciones, que ambos ocupan con regularidad. El buen rendimiento de Pedro y su contundente superioridad respecto a Narain Karthikeyan, su compañero, no bastan sin embargo para obtener un resultado brillante, con un 19.º en el Gran Premio de España como mejor bagaje. El coche, si bien muy limitado en prestaciones, se muestra fiable; el primer abandono sobreviene en el Gran Premio de Mónaco tras un accidente en el arranque de la carrera. Un gran premio después, en Canadá, Pedro realiza la mejor tanda clasificatoria de la temporada al hacerse con un 21.er puesto por delante de los dos Marussia y de su propio compañero, que cierra la clasificación; en carrera no obstante, el coche sufre su primera avería mecánica de la temporada dejando a ambos HRT fuera de carrera por un problema en los frenos.
En el Gran Premio de Italia, De la Rosa llegaba a las 100 carreras en Fórmula 1.
La retirada de HRT al terminar el 2012 dejaba a Pedro sin volante en la parrilla. De la Rosa tenía contrato para competir en la temporada 2013 con la escudería española y estaba previsto que tomase el rol de jefe de equipo para 2014, pero el cierre de la escudería lo impidió.

#### Probador de Ferrari

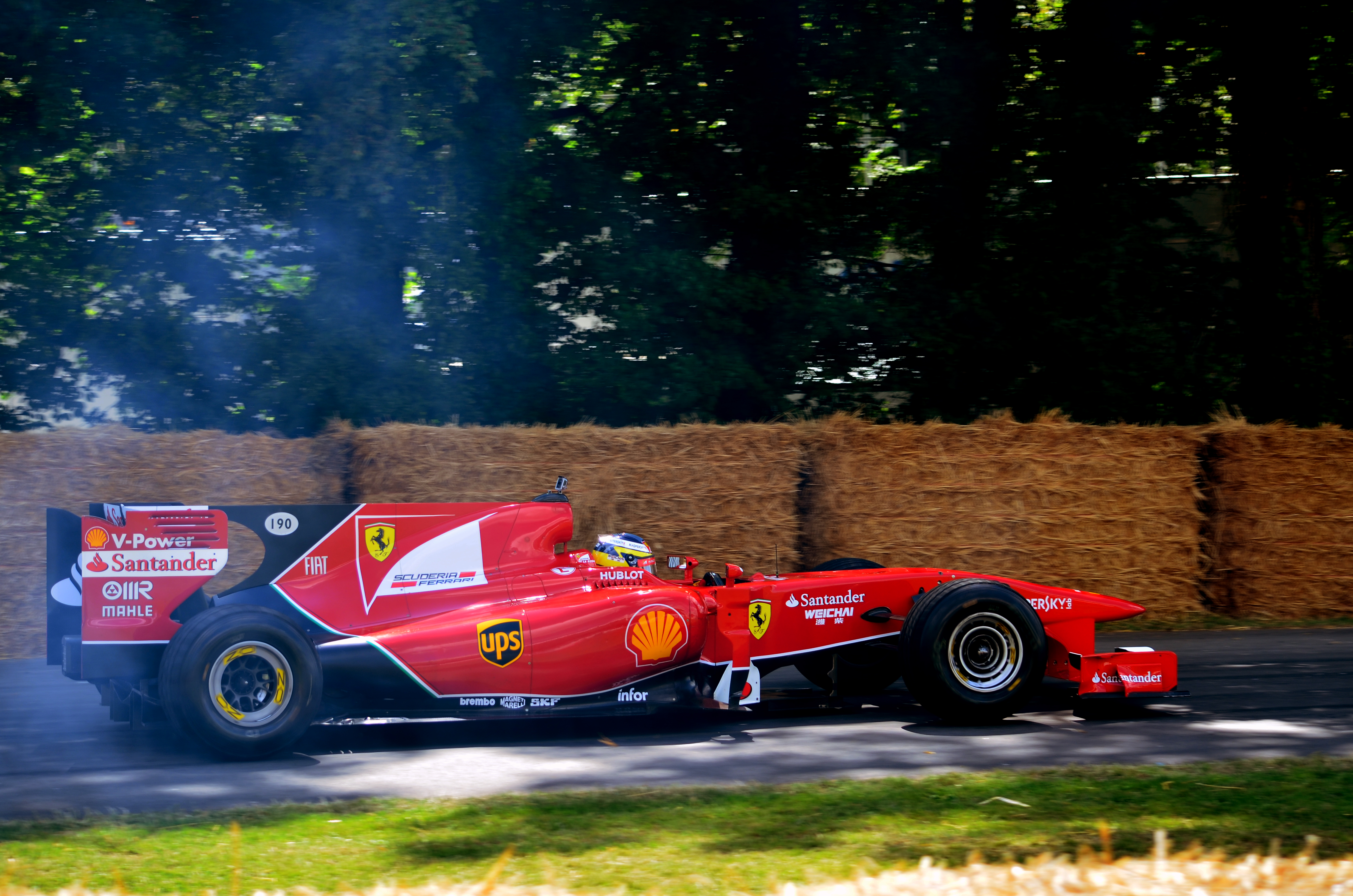
De la Rosa pilotando un Ferrari F10 en una exhibición en 2014

El 16 de enero de 2013 se hace pública la noticia de que Pedro de la Rosa será piloto de pruebas de Ferrari en 2013, centrándose en el trabajo con el simulador.  Pedro de la Rosa rodó  el 7 de febrero en una tanda privada de Ferrari, utilizando el F2012 (no el F138), pero no marcó tiempos oficiales como los demás.
Realizó su debut oficial con el monoplaza el 8 de febrero en el Circuito de Jerez. Abandonó la escudería italiana en diciembre de 2014, tras dos temporadas.

#### Embajador de Aston Martin
En octubre de 2022, De la Rosa fue nombrado embajador de Aston Martin Formula One Team.

## Resumen de carrera
| Temporada | Categoría                                     | Equipo                                 | Carreras          | Victorias         | Poles             | VR                | Podios            | Puntos            | Pos.              |
| --------- | --------------------------------------------- | -------------------------------------- | ----------------- | ----------------- | ----------------- | ----------------- | ----------------- | ----------------- | ----------------- |
| 1989      | Fórmula Fiat Española                         | Ofensiva Uno – Meycom                  | 7                 | 2                 | ?                 | ?                 | 5                 | ?                 | 1.º               |
| 1990      | Fórmula Ford Española                         | Minister Racing for Spain              | 10                | 8                 | ?                 | ?                 | 9                 | ?                 | 1.º               |
| 1990      | Campeonato de Fórmula Ford Británica          | Minister Racing for Spain              | 6                 | 0                 | ?                 | ?                 | 2                 | 0                 | NC                |
| 1990      | Fórmula Ford Festival                         | Minister Racing for Spain              | 1                 | 0                 | 0                 | 0                 | 0                 | N/A               | 12.º              |
| 1991      | Campeonato de España de Fórmula Renault       | Racing for Spain                       | 10                | 0                 | ?                 | ?                 | 3                 | 46                | 4.º               |
| 1992      | Rencontres Internationales de Formule Renault | Racing for Spain                       | 3                 | 2                 | ?                 | ?                 | ?                 | ?                 | 1.º               |
| 1992      | Fórmula Renault Gran Bretaña                  | Racing for Spain                       | 12                | 3                 | 0                 | ?                 | 7                 | 153               | 1.º               |
| 1993      | Fórmula 3 Británica                           | West Surrey Racing                     | 14                | 0                 | 0                 | 0                 | 0                 | 18                | 6.º               |
| 1993      | Gran Premio de Macao                          | West Surrey Racing                     | 1                 | 0                 | 0                 | 0                 | 0                 | N/A               | NC                |
| 1993      | Masters de Fórmula 3                          | West Surrey Racing                     | 1                 | 0                 | 0                 | 0                 | 0                 | N/A               | 9.º               |
| 1994      | Fórmula 3 Británica                           | Racing for Spain                       | 17                | 0                 | 0                 | 0                 | 0                 | 6                 | 19.º              |
| 1995      | Fórmula 3 Japonesa                            | TOM'S                                  | 9                 | 8                 | 8                 | 4                 | 9                 | 54                | 1.º               |
| 1995      | Gran Premio de Macao                          | TOM'S                                  | 1                 | 0                 | 0                 | 0                 | 1                 | N/A               | 3.º               |
| 1996      | Fórmula Nippon                                | Team Nova                              | 10                | 0                 | 0                 | 0                 | 1                 | 13                | 8.º               |
| 1996      | All-Japan GT Championship                     | TOM'S                                  | 6                 | 0                 | 0                 | 0                 | 2                 | 38                | 13.º              |
| 1996      | Gran Premio de Macao                          | Paul Stewart Racing                    | 1                 | 0                 | 0                 | 0                 | 0                 | N/A               | 7.º               |
| 1997      | Fórmula Nippon                                | Team Nova                              | 10                | 6                 | 4                 | 3                 | 10                | 82                | 1.º               |
| 1997      | All-Japan GT Championship                     | TOM'S                                  | 6                 | 2                 | 2                 | 3                 | 4                 | 64                | 1.º               |
| 1998      | Fórmula 1                                     | Benson & Hedges Jordan                 | Piloto de pruebas | Piloto de pruebas | Piloto de pruebas | Piloto de pruebas | Piloto de pruebas | Piloto de pruebas | Piloto de pruebas |
| 1999      | Fórmula 1                                     | Repsol Arrows Grand Prix International | 16                | 0                 | 0                 | 0                 | 0                 | 1                 | 18.º              |
| 2000      | Fórmula 1                                     | Arrows Grand Prix International        | 17                | 0                 | 0                 | 0                 | 0                 | 2                 | 16.º              |
| 2001      | Fórmula 1                                     | Prost Acer                             | Piloto de pruebas | Piloto de pruebas | Piloto de pruebas | Piloto de pruebas | Piloto de pruebas | Piloto de pruebas | Piloto de pruebas |
| 2001      | Fórmula 1                                     | Jaguar Racing F1 Team                  | 13                | 0                 | 0                 | 0                 | 0                 | 3                 | 16.º              |
| 2002      | Fórmula 1                                     | Jaguar Racing F1 Team                  | 17                | 0                 | 0                 | 0                 | 0                 | 0                 | 21.º              |
| 2005      | Fórmula 1                                     | West McLaren Mercedes                  | 1                 | 0                 | 0                 | 1                 | 0                 | 4                 | 20.º              |
| 2006      | Fórmula 1                                     | Team McLaren Mercedes                  | 8                 | 0                 | 0                 | 0                 | 1                 | 19                | 11.º              |
| 2007      | Fórmula 1                                     | Vodafone McLaren Mercedes              | Piloto de pruebas | Piloto de pruebas | Piloto de pruebas | Piloto de pruebas | Piloto de pruebas | Piloto de pruebas | Piloto de pruebas |
| 2008      | Fórmula 1                                     | Vodafone McLaren Mercedes              | Piloto de pruebas | Piloto de pruebas | Piloto de pruebas | Piloto de pruebas | Piloto de pruebas | Piloto de pruebas | Piloto de pruebas |
| 2009      | Fórmula 1                                     | Vodafone McLaren Mercedes              | Piloto de pruebas | Piloto de pruebas | Piloto de pruebas | Piloto de pruebas | Piloto de pruebas | Piloto de pruebas | Piloto de pruebas |
| 2010      | Fórmula 1                                     | BMW Sauber F1 Team                     | 14                | 0                 | 0                 | 0                 | 0                 | 6                 | 17.º              |
| 2011      | Fórmula 1                                     | Sauber F1 Team                         | 1                 | 0                 | 0                 | 0                 | 0                 | 0                 | 20.º              |
| 2012      | Fórmula 1                                     | HRT Formula 1 Team                     | 20                | 0                 | 0                 | 0                 | 0                 | 0                 | 25.º              |
| 2013      | Fórmula 1                                     | Scuderia Ferrari                       | Piloto de pruebas | Piloto de pruebas | Piloto de pruebas | Piloto de pruebas | Piloto de pruebas | Piloto de pruebas | Piloto de pruebas |
| 2014      | Fórmula 1                                     | Scuderia Ferrari                       | Piloto de pruebas | Piloto de pruebas | Piloto de pruebas | Piloto de pruebas | Piloto de pruebas | Piloto de pruebas | Piloto de pruebas |
| Fuente:   |                                               |                                        |                   |                   |                   |                   |                   |                   |                   |

## Resultados

### Gran Premio de Macao
| Año  | Escudería          | Q  | C1 | C2  | Pos. |
| ---- | ------------------ | -- | -- | --- | ---- |
| 1993 | West Surrey Racing | 15 | 9  | Ret | NC   |
| 1995 | TOM'S              | 4  | —  | —   | 3    |
| 1996 | Stewart Grand Prix | 8  | 10 | 7   | 7    |

### Fórmula Nippon
(Clave) (negrita indica pole position) (cursiva indica vuelta rápida)

| Año      | Escudería | 1     | 2     | 3     | 4     | 5       | 6      | 7     | 8       | 9     | 10    | Pos. | Puntos |
| -------- | --------- | ----- | ----- | ----- | ----- | ------- | ------ | ----- | ------- | ----- | ----- | ---- | ------ |
| 1996     | Team Nova | SUZ 5 | MIN 7 | FUJ 6 | TOK 6 | SUZ Ret | SUG 11 | FUJ 6 | MIN Ret | SUZ 5 | FUJ 2 | 8.º  | 13     |
| 1997     | Team Nova | SUZ 1 | MIN 1 | FUJ 2 | SUZ 3 | SUG 1   | FUJ 1  | MIN 2 | MOT 1   | FUJ 2 | SUZ 1 | 1.º  | 82     |
| Fuentes: |           |       |       |       |       |         |        |       |         |       |       |      |        |

### Fórmula 1
(Clave) (negrita indica pole position) (cursiva indica vuelta rápida)

| Año     | Escudería             | 1       | 2       | 3       | 4       | 5       | 6       | 7       | 8       | 9       | 10      | 11     | 12      | 13      | 14      | 15      | 16      | 17      | 18     | 19     | 20     | Pos. | Puntos |
| ------- | --------------------- | ------- | ------- | ------- | ------- | ------- | ------- | ------- | ------- | ------- | ------- | ------ | ------- | ------- | ------- | ------- | ------- | ------- | ------ | ------ | ------ | ---- | ------ |
| 1999    | Repsol Arrows         | AUS 6   | BRA Ret | SMR Ret | MON Ret | ESP 11  | CAN Ret | FRA 11  | GBR Ret | AUT Ret | GER Ret | HUN 15 | BEL Ret | ITA Ret | EUR Ret | MYS Ret | JPN 13  |         |        |        |        | 18.º | 1      |
| 2000    | Arrows F1 Team        | AUS Ret | BRA 8   | SMR Ret | GBR Ret | ESP Ret | EUR 6   | MON DNS | CAN Ret | FRA Ret | AUT Ret | GER 6  | HUN 16  | BEL 16  | ITA Ret | USA Ret | JPN 12  | MYS Ret |        |        |        | 16.º | 2      |
| 2001    | Jaguar Racing         | AUS     | MYS     | BRA     | SMR     | ESP Ret | AUT Ret | MON Ret | CAN 6   | EUR 8   | FRA 14  | GBR 12 | GER Ret | HUN 11  | BEL Ret | ITA 5   | USA 12  | JPN Ret |        |        |        | 16.º | 3      |
| 2002    | Jaguar Racing         | AUS 8   | MYS 10  | BRA 8   | SMR Ret | ESP Ret | AUT Ret | MON 10  | CAN Ret | EUR 10  | GBR 11  | FRA 9  | GER Ret | HUN 13  | BEL Ret | ITA Ret | USA Ret | JPN Ret |        |        |        | 21.º | 0      |
| 2005    | West McLaren Mercedes | AUS TD  | MYS TD  | BHR 5   | SMR TD  | ESP TD  | MON     | EUR     | CAN TD  | USA TD  | FRA TD  | GBR TD | GER     | HUN     | TUR TD  | ITA TD  | BEL     | BRA     | JPN TD | CHN TD |        | 20.º | 4      |
| 2006    | Team McLaren Mercedes | BHR     | MYS     | AUS     | SMR     | EUR     | ESP     | MON     | GBR     | CAN     | USA     | FRA 7  | GER Ret | HUN 2   | TUR 5   | ITA Ret | CHN 5   | JPN 11  | BRA 8  |        |        | 11.º | 19     |
| 2010    | BMW Sauber F1 Team    | BHR Ret | AUS 12  | MYS DNS | CHN Ret | ESP Ret | MON Ret | TUR 11  | CAN Ret | EUR 12  | GBR Ret | GER 14 | HUN 7   | BEL 11  | ITA 14  | SIN     | JPN     | RCO     | BRA    | ABU    |        | 17.º | 6      |
| 2011    | Sauber F1 Team        | AUS     | MYS     | CHN     | TUR     | ESP     | MON     | CAN 12  | EUR     | GBR     | GER     | HUN    | BEL     | ITA     | SIN     | JPN     | RCO     | IND     | ABU    | BRA    |        | 20.º | 0      |
| 2012    | HRT F1 Team           | AUS DNQ | MYS 21  | CHN 21  | BHR 20  | ESP 19  | MON Ret | CAN Ret | EUR 17  | GBR 20  | GER 21  | HUN 22 | BEL 18  | ITA 18  | SIN 17  | JPN 18  | RCO Ret | IND Ret | ABU 17 | USA 21 | BRA 17 | 25.º | 0      |
| Fuente: |                       |         |         |         |         |         |         |         |         |         |         |        |         |         |         |         |         |         |        |        |        |      |        |

## Palmarés
- 1 Campeonato de España de Fórmula Fiat Uno: 1989.
- 1 Campeonato de España de Fórmula Ford 1600: 1990.
- 1 Campeonato British Formula Renault: 1992.
- 1 Campeonato European Formula Renault Series: 1992.
- 1 Campeonato Fórmula 3 Japonesa: 1995.
- 1 Campeonato Fórmula Nippon: 1997.
- 1 Campeonato Japonés de Gran Turismos: 1997.

## Asociación de Pilotos
Fue elegido en 2008 como sustituto de Ralf Schumacher para la Presidencia de la Asociación de Pilotos del Gran Prix (GPDA), siendo de este modo, el 4.º Presidente de la historia de esta asociación. Estuvo en el cargo hasta 2010, cuando Nick Heidfeld cogió el mando de esta Federación. A partir de 2012, De la Rosa reemplazó en el mismo cargo a Rubens Barrichello. En 2014 deja su puesto en favor de Alexander Wurz.